# Slussen

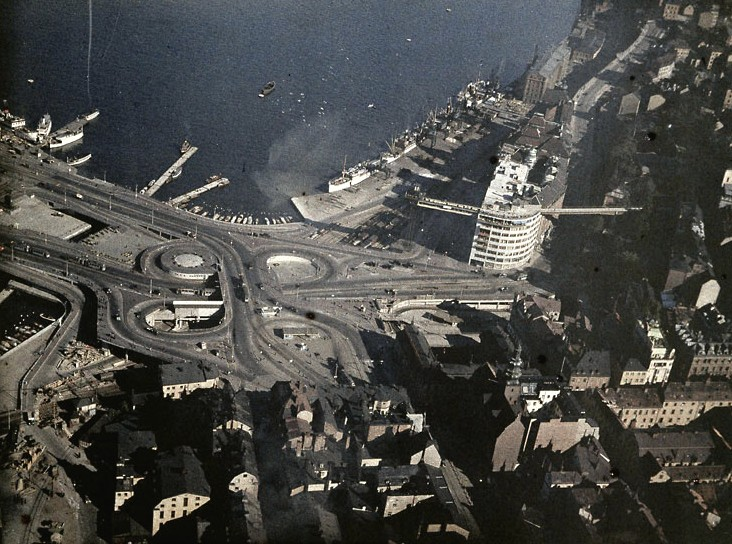
Slussen, 1936. Fotografía de Gustav Cronquist.

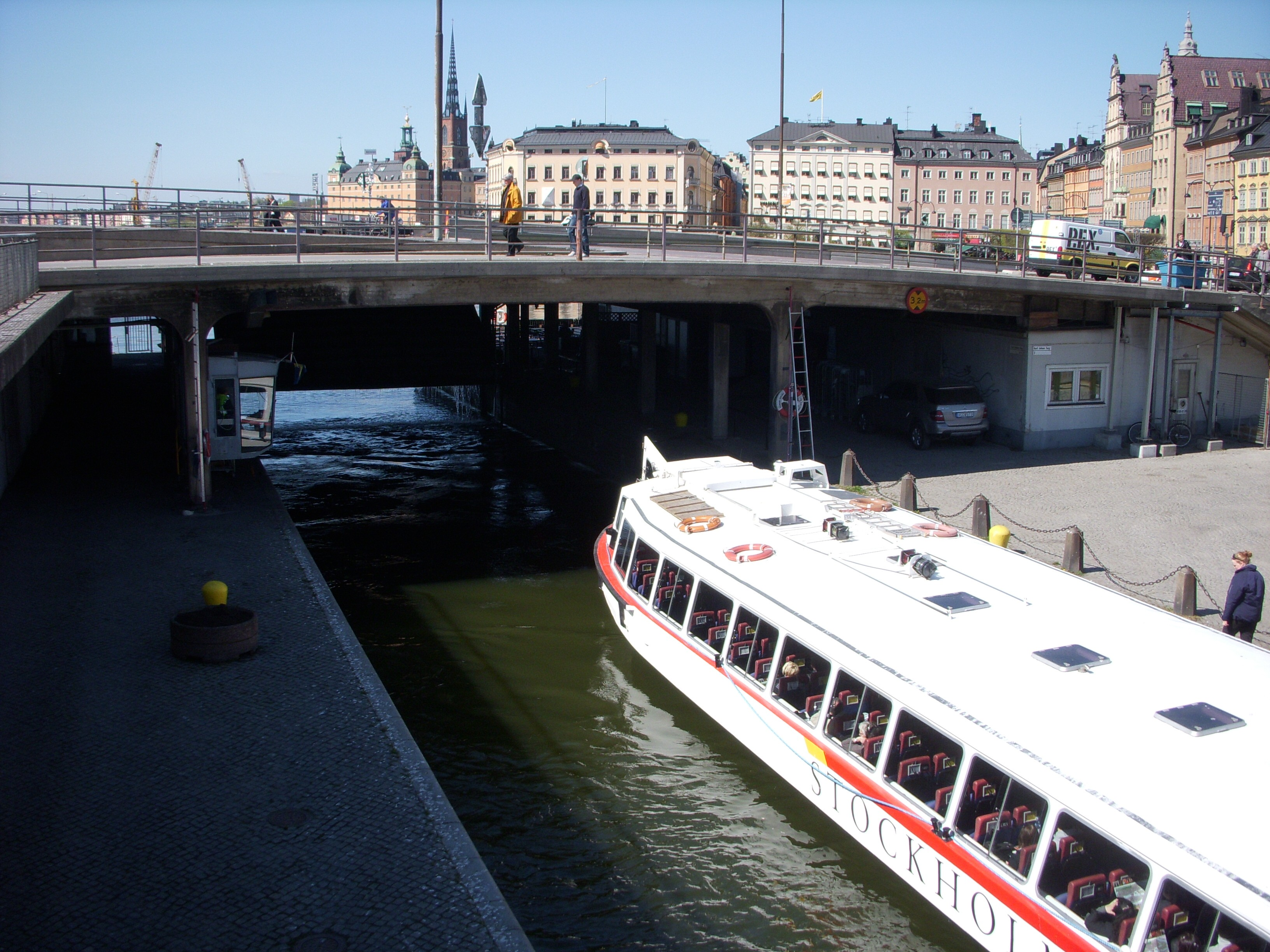
Esclusa, abril de 2009

Slussen (en sueco "la esclusa") es una zona en Estocolmo, capital sueca, situado en pleno centro de la ciudad en la confluencia del lago Mälar con el mar Báltico conectando las islas Södermalm y Gamla stan.
Es un importante centro vial, ferroviario e incluso portuario. El intercambiador de Slussen enlaza líneas de metro, bus y ferrocarril del transporte público de Estocolmo. De Slussen parten los transbordadores de transporte público a Djurgården y otros privados turísticos, así como algunos cruceros.
El nudo de carreteras inaugurado en 1935, está siendo remodelado desde 2015, lo que resultará un importante cambio urbanístico de la zona. Se espera que las obras duren ocho o diez años.